# Липучка борідчаста
Липучка борідчаста (Lappula barbata) — вид квіткових рослин родини шорстколистих (Boraginaceae).

## Біоморфологічна характеристика
Це однорічна чи дворічна рослина 20–60 см заввишки, дуже мінлива за ступенем розгалуження. Листки від вузько-зворотно-ланцетних до лінійно-видовжених, прикореневі ± засохлі на квітконосі. Прикореневі листки 20–60 × 4–8 мм, вкриті з обох поверхонь майже притиснутими і притиснутими волосками. Суцвіття сильно розгалужене. Чашечка 2–3 мм, при плодах 4 мм завдовжки, майже вщент 5-роздільна, густо притиснуто-волосиста. Віночок незабудкоподібний, блакитний, з плоским відгином 5–7 мм у діаметрі. Горішки вдавлено-грушоподібні, ≈ 3.3 × 1.6 мм. Шипики на горіхах короткі, 1(2) мм завдовжки, тонкі.

## Поширення
Алжир, Марокко, Європа, Західна Азія.
В Україні вид зростає у степах, на крейдяних та вапнякових оголеннях, по кам'янистих схилах і скелях, засмічених місцях — у Лівобережних Лісостепу, Степу та Криму, б.-м. звичайно.